# Álamo de los Montoya
Álamo de los Montoya är en ort i Mexiko.   Den ligger i kommunen Salvador Alvarado och delstaten Sinaloa, i den västra delen av landet, 1 100 km nordväst om huvudstaden Mexico City. Álamo de los Montoya ligger 88 meter över havet och antalet invånare är 419.
Terrängen runt Álamo de los Montoya är platt västerut, men österut är den kuperad.Runt Álamo de los Montoya är det ganska glesbefolkat, med 26 invånare per kvadratkilometer. Närmaste större samhälle är Guamúchil, 10,0 km nordväst om Álamo de los Montoya. I omgivningarna runt Álamo de los Montoya växer huvudsakligen savannskog.